# Thomas A. Dorsey
Thomas Andrew Dorsey (Villa Rica, Georgia, 1 de julio de 1899 - Chicago, 23 de enero de 1993) fue un pianista estadounidense, apodado «El padre de la música gospel». También se lo conoció como «Georgia Tom» en sus primeros años como pianista de blues.
Dorsey fue el director musical de la 'Pilgrim Baptist Church' de Chicago desde 1932 hasta los últimos años de la década de 1970. Su composición más famosa, "Take My Hand, Precious Lord", fue interpretada por Mahalia Jackson siendo además la favorita de Martin Luther King; otra de sus composiciones, "Peace in the Valley", ha sido interpretada por numerosos artistas, incluyendo a Elvis Presley y Johnny Cash.

## Biografía
Aprendió a tocar el piano muy joven, de oído, escuchando a los pianistas de su ciudad y se dedicó a tocar en reuniones nocturnas y locales de cenas. Comenzó a realizar interpretaciones bajo los alias de Barrelhouse Tom y Texas Tommy, siendo el más conocido Georgia Tom. A los 19 años se trasladó a Gary, Indiana, donde organizó una banda para tocar en fiestas, en un estilo básicamente blues, pero con grandes influencias del "music hall". Con una bandaenominada "Wild Cats Jazz Band" en la que se integraban músicos como Ed Pollack (trompeta), Al Wyn (trombón) y Tampa Red (guitarra), acompañó a la cantante Ma Rainey, con la que grabó varios discos para la compañía discográfica Paramount Records, en 1924.
Hacia 1928, formó grupo con Tampa Red con el cual realizó la grabación del éxito, "Tight Like That", grabación que vendió siete millones de copias. Actualmente, se reconocen más de 400 canciones de blues y jazz interpretadas o creadas por Dorsey.
Sin embargo, en esa época se convirtió a la Iglesia bautista peregrina y, en 1932, abandonó el blues para dedicarse casi por entero al góspel
Una tragedia personal le llevó a abandonar la música secular para comenzar a escribir, y grabar, lo que él denominaba música "gospel", palabra que fue utilizada por primera vez por Dorsey. Su primera mujer, Nettie, falleció en 1932 al dar a luz a su primer hijo: en su recuerdo, Dorsey compondría una de las canciones más famosas de góspel, "Take My Hand, Precious Lord".
Descontento con el trato que recibía de los editores musicales de aquel periodo, Dorsey creó la primera empresa de música góspel negra, 'Dorsey House of Music'. También creó su propio coro de góspel siendo miembro fundador y primer presidente del 'National Convention of Gospel Choirs and Choruses'.
Su influencia no se limitó únicamente a la música afroamericana, ya que sus obras fueron seguidas e interpretadas por una parte importante de músicos blancos; "Precious Lord" fue grabada, entre otros artistas, por Elvis Presley, Mahalia Jackson, Aretha Franklin, Clara Ward, Roy Rogers y Tennessee Ernie Ford. Esta canción era la favorita de Martin Luther King siendo cantada por Mahalia Jackson la noche anterior al asesinato de Luther King; así mismo, también era la canción favorita del Presidente estadounidense Lyndon B. Johnson, canción que fue cantada en su funeral.
Dorsey escribió en 1937 la canción "Peace in the Valley" para Mahalia Jackson, canción que se convertiría en un estándar del góspel. Dorsey fue el primer afrodescendiente elegido para el 'Nashville Songwriters Hall of Fame' y el 'Gospel Music Association's Living Hall of Fame'.
Falleció en Chicago, Illinois siendo enterrado en el 'Oak Woods Cemetery'.